# Торвальд Стаунінг
Торвальд Август Марінус Стаунінг (дан. Thorvald August Marinus Stauning; 26 жовтня 1873 — 3 травня 1942) — данський державний і політичний діяч, Державний міністр країни у 1924–1926 та 1929–1942 роках, перший глава уряду від Соціал-демократичної партії в історії Данії.

## Життєпис
Народився в родині робітників. Закінчив муніципальну школу. У 10-річному віці почав працювати сортувальником сигар на тютюновій фабриці. З 1892 року брав активну участь у роботі профспілки.
1898 став скарбничим Соціал-демократичної партії, де зумів проявити свої організаторські здібності. 1906 року був обраний до фолькетінга. За три роки очолив партію, представляв її у політбюро Другого інтернаціоналу. Як лідер партії Стаунінг став центральною фігурою ревізіоністської течії соціал-демократії. Свої соціальні ідеали він втілював далі як реформістський політик. За часів Першої світової війни дотримувався пронімецької орієнтації.
У 1913–1925 роках був членом міської ради Копенгагена, у 1919–1924 роках — очолював її. 1918 року Стаунінг став міністром без портфеля в уряді Карла Зале, у 1918—1920 роках займався питаннями соціального забезпечення. 1924 на 2 роки очолив соціал-демократичний уряд, а у 1929–1940 очолював коаліційні кабінети. Одночасно у 1933–1935 роках обіймав посаду міністра оборони.
Під час перебування на посту прем'єр-міністра, зокрема, вживав заходів для подолання наслідків Великої депресії в Данії, не в останню чергу шляхом державної підтримки промисловості. Було також реформовано законодавство у соціальній галузі. Заходи коаліційних кабінетів Стаунінга дозволили країні відносно безболісно подолати кризу.
23 травня 1934 року соціал-демократами було ухвалено розроблену Стаунінгом програмну заяву під назвою «Данія для народу». У тій заяві, зокрема, йшлося про те, що партія надалі буде вважатись не класовою, а народною. Таким чином партія здійснила спробу розширення електоральної бази. В результаті чисельність Соціал-демократичної партії помітно зросла, причому не лише за рахунок представників робітничого класу. На виборах, що відбулись за рік, Стаунінг дістав підтримку електорату, виступивши з лозунгом «Стаунінг чи хаос» (під «хаосом» багато дослідників розуміли фашистський чи нацистський рух, що зароджувався).
1940 року очолив уряд національної єдності, який, незважаючи на окупацію країни нацистською Німеччиною, очолював до самої своєї смерті — 3 травня 1942 року.